# Dealgnait
Dealgnait ist vermutlich der Name einer lokalen chthonischen oder Todesgöttin, die im englischen Deal verehrt wurde. Eine andere Annahme ist die einer lokalen Fruchtbarkeitsgottheit.

## Das Heiligtum
Das Heiligtum aus dem 1. oder 2. Jahrhundert u. Z. ist ein Souterrain, ein kleiner, ovaler Raum mit Platz für vier bis fünf Personen, das etwa 2,50 m tief liegt. Der Zugang ist ein schmaler Schacht mit Steighilfen. Im Heiligtum fand man eine Nische, in der sich eine Statue aus weißem Kalkstein befand (Dealgnait?). Die Figur hat ein im „Latène-Stil 2“ geformtes Gesicht: tiefliegende Augenhöhlen, Brauen in einer Linie, keilförmige gerade Nase und lippenloser Mund.
Das Heiligtum wird als Kombination eines Kultraumes mit einem Opferschacht gesehen.
Die Gattin Partholons, der nach dem Lebor Gabála Érenn („Buch der Landnahmen Irlands“) die zweite Einwanderungswelle nach Cessair angeführt haben soll, wird ebenfalls Dealgnait genannt.